# Mai (Giaime)
Mai è un singolo del rapper italiano Giaime, pubblicato l'8 novembre 2019. Il singolo ha visto la partecipazione dei rapper italiani Lele Blade e Fred De Palma.

## Descrizione
Il brano poggia sul ritmo e sulla melodia del sample di Vamos a bailar (Esta vida nueva) di Paola & Chiara.

## Tracce
1. Mai (feat. Lele Blade e Fred De Palma) – 2:50

## Classifiche
| Classifica (2019) | Posizione massima |
| ----------------- | ----------------- |
| Italia            | 71                |